# Melhania poissonii
Melhania poissonii är en malvaväxtart som beskrevs av Arenes. Melhania poissonii ingår i släktet Melhania och familjen malvaväxter. Inga underarter finns listade i Catalogue of Life.